# Taito Corporation
A Taito Corporation (株式会社タイトー, Kabushiki gaisha Taitō) é uma produtora e distribuidora de jogos eletrônicos do Japão pertencente à Square Enix. Taito Trading Company foi fundada por um empresário ucraniano chamado Michael Kogan. Taito também importa e distribui jogos produzidos nos Estados Unidos e também distribui os próprios jogos ao redor do mundo. A empresa é mundialmente famosa pelo seu sucesso de 1979, Space Invaders. Em 2005 a Square Enix comprou a Taito Corporation.
Atualmente, a Taito possui divisões em Seul na Coreia do Sul, em Milão na Itália, além de uma subsidiária em Pequim na China. No passado, a empresa já possuiu divisões localizadas na América do Norte e no Brasil.